# Beatrice Rosen
Béatrice Rosenblatt, também conhecida como Béatrice Rosen ou Baatrice Rosen (Nova Iorque, 29 de novembro de 1977) é uma atriz francesa e americana. Ela nasceu em Nova Iorque, porém foi criada em Paris onde ela começou a atuar aos 10 anos de idade.
Seus papéis mais conhecidos foram como Gabrielle La Claire, a filha do embaixador francês no filme de 2004 Curtindo a Liberdade, como Dory em Poder Além da Vida em 2006, como Natascha em Batman O Cavaleiro das Trevas em 2008, e como Tamara no filme 2012 (filme)[2009]. Ela também participou de séries de grande sucesso como Smallville como dawn stilles temporada 4.º episódio "espirito", na série Charmed como Maya Holmes em 3 episódios, na série Nikita episódio coup de grace, na série Harry's Law episódio the beast fragile e na serie Law e Order:Criminal Entent no episódio The Last Street In Manhattan e outras séries menos conhecidas.

## Filmografia
Chasing Liberty (2004)
Peaceful Warrior (2006)
The Other Side of the Tracks (2008)
The Dark Knight (2008)
[Sharpe's Peril (2008)
The Big I Am (2008/09)
2012 (2009)
[estrada nine)]([2012]]